# Маяк (Хабаровский край)
Мая́к — село в Нанайском районе Хабаровского края. Административный центр и единственный населённый пункт сельского поселения «Село Маяк».

## География
Село стоит на берегу Синдинского озера и Синдинской протоки (правобережная протока Амура).
Через село проходит автотрасса Хабаровск — Комсомольск-на-Амуре.

## История
Село основано в 1921 году. В 130 километрах на северо-восток от Хабаровска, на равнинных предгорьях от поймы Амура, на подходе к отрогам Сихотэ-Алиня встают, как стражи, отдельно выступающие мысы.
Первые сведения о Маяке, как о геодезическом знаке и ориентире для проплывающих вниз по Амуру пароходов, имеются с 1914 года. Весной 1921 года выходцами из центральной губернии началось освоение территории села.
Местность представляла собой сплошную тайгу от обреза озера и протоки. Вода озера кишела от изобилия рыбы.
Решением Хабаровского крайисполкома от 24 октября 1968 года № 568 образован Маяковский сельский Совет за счет разукрупнения Синдинского сельсовета. В состав сельсовета включены населенные пункты Маяк, Дубовый Мыс.
На 1 января 1978 года в состав Маяковского сельсовета входило село Маяк.
В 1991 году деятельность исполкома сельского Совета прекращена, его полномочия переданы администрации села. Постановлением главы администрации Хабаровского края от 17 апреля 1992 года № 177 утверждено официальное наименование — администрация села Маяк.
Законом Хабаровского края от 28 июля 2004 года № 208 муниципальное образование наделено статусом сельского поселения — сельское поселение «Село Маяк». Представительный орган муниципального образования — Совет депутатов сельского поселения «Село Маяк».

## Население
| 1992  | 2002  | 2010  | 2011  | 2012  | 2013  | 2014  |
| ----- | ----- | ----- | ----- | ----- | ----- | ----- |
| 2100  | ↘1768 | ↘1638 | ↘1637 | ↗1640 | ↘1605 | ↗1632 |
| 2015  | 2016  | 2017  | 2018  | 2019  | 2020  | 2021  |
| ↘1612 | ↗1617 | ↘1583 | ↘1555 | ↘1519 | →1519 | ↘1440 |